# 주한 미국 해군
주한 미국 해군(영어: Commander Naval Forces Korea), CTF-78은 주한 미군의 해군 전력을  행정적으로 관리하는 지역 구성 근무 사령부이다. 본부는 부산광역시 부산 해군기지 내에 있다. 이 부대는 "제7함대 한국 분견대"로도 알려져 있다.

## 역사
한반도를 담당 책임 지역으로 맡고 있는 이 사령부가 설립되기 이전에는 극동 해군(COMNAVFE)에서 맡았었다. 1957년 상위 부대인 극동 사령부가 태평양 사령부에 병합되면서 지역별로 통합 전투 사령부가 설립되었고, 한반도 해역을 집중적으로 담당할 주한 해군 사령부 또한 설립되었다.
2013년 8월 26일, 사령부 공사 사무국이 언론을 통해 2015년까지 사령부가 부산광역시 부산 해군기지로 옮겨갈 예정이라고 밝혔다. 같은 해 8월 29일 대한민국 해군작전사령부 앞에서의 기공식을 시작으로 약 64억원의 자금을 들여 9040m2 부지에 지하 1층, 지상 2층 높이의 사령부 건물이 2015년 9월에 완공되었다. 2015년 9월부터 서울특별시의 용산 기지에서 부산광역시로의 이전을 시작하여 2016년 2월 19일에 이전을 완료하였다.

## 훈련
Clear Horizon
한미 해군간의 연합 기뢰제거 훈련, 매년 시행된다.

## 시설
- 진해 함대 지원 부대 - 경상남도 창원시 진해구
- 부산 해군기지 - 부산광역시 남구 용호동

## 역대 지휘관
2013년 9월부터 2015년 8월까지 재직했던 리사 프란케티 해군 RADM은 미국 국방부의 5월 29일자 발표에 따르면 주한 해군의 최초 여성 사령관이었다.
| 계급 | 성명                            | 취임           | 이임            |
| ---- | ------------------------------- | -------------- | --------------- |
| RADM | 앨버트 E. 재럴                  | 1957년 7월     | 1958년 6월      |
| RADM | 유진 B. 매키니                  | 1958년 6월     | 1959년 6월      |
| CAPT | 토머스 W. 호건                  | 1959년 6월     | 1959년 9월      |
| RADM | 존 A. 타이리 주니어             | 1959년 9월     | 1960년 8월      |
| RADM | 조지 W. 프레시                  | 1960년 8월     | 1962년 9월      |
| RADM | 존 M. 앨퍼드                    | 1962년 9월     | 1964년 3월      |
| RADM | 조지프 W. 윌리엄스 주니어       | 1964년 3월     | 1964년 7월      |
| RADM | 우드로 W. 매크로리              | 1964년 7월     | 1966년 10월     |
| RADM | 도널 G. 어바인                  | 196년 10월     | 1968년 7월      |
| RADM | 조지 P. 스틸                    | 1968년 8월     | 1970년 9월      |
| RADM | 빅터 A. 디브덜                  | 1970년 9월     | 1972년 6월      |
| RADM | 헨리 S. 모건 주니어             | 1972년 6월     | 1975년 4월      |
| RADM | 마크 P. 프러든                  | 1975년 4월     | 1977년 5월      |
| RADM | 워런 C. 햄                      | 1977년 5월     | 1979년 7월      |
| RADM | 스티븐 J. 호스테틀러            | 1979년 7월     | 1981년 7월      |
| RADM | 제임스 G. 스톰스                | 1981년 7월     | 1983년 7월      |
| RADM | 워런 F. 켈리                    | 1983년 7월     | 1984년 4월      |
| RADM | 찰스 F. 혼 3세                  | 1984년 4월     | 1986년 10월     |
| RADM | 윌리엄 T. 펜들리                | 1986년 10월    | 1989년 1월      |
| RADM | 래리 G. 보트                    | 1989년 1월     | 1991년 2월      |
| RADM | 윌리엄 W. 머사이스              | 1991년 2월     | 1993년 8월      |
| RADM | 이디슨 L. 왓킨스 3세            | 1993년 8월     | 1995년 7월      |
| RADM | 리처드 W. 메이오                | 1995년 7월     | 1997년 12월     |
| RADM | 크리스토퍼 W. 콜                | 1997년 12월    | 1999년 10월     |
| RADM | 윌리엄 D. 설리번                | 1999년 10월    | 2001년 9월      |
| RADM | 게리 R. 존스                    | 2001년 9월     | 2003년 8월 31일 |
| RADM | 대니얼 S. 마스타그니            | 2003년 7월 1일 | 2003년 9월      |
| RADM | 프레디 바이어스                 | 2003년 9월     | 2005년 9월      |
| RADM | 제임스 P. 와이즈컵              | 2005년 9월     | 2008년 9월      |
| RADM | 토머스 S. 로든                  | 2007년 9월     | 2009년 9월      |
| RADM | 피트 A. 구마타오타오            | 2009년 9월     | 2011년 9월      |
| RADM | 윌리엄 C. 매퀼킨                | 2011년 9월     | 2013년 9월      |
| RADM | 리사 M. 프란체티                | 2013년 9월     | 2015년 8월      |
| RADM | 빌 번                           | 2015년 8월     | 2016년 8월      |
| RADM | 찰스 B. 쿠퍼 Charles B. Cooper  | 2016 8월       | 2018년 1월      |
| RADM | 마이클 E. 보일 Michael E. Boyle | 2018년 1월     | 임기중          |